# Léon Espinosa
Pour les articles homonymes, voir Espinosa.
Léon Espinosa, né Moïse De Léon à La Haye le 6 juin 1825 et mort à Londres le 1er juin 1903, est un danseur et chorégraphe néerlandais d'origine espagnole.

## Biographie
Élève de Jean Coralli, Filippo Taglioni et Jules Perrot au ballet de l'Opéra de Paris, il devient populaire auprès du public parisien avant de s’installer à Moscou où il travaille avec Marius Petipa. En 1872, il emménage à Londres et danse à Covent Garden tout en se produisant dans le monde entier.
Il fut par ailleurs un enseignant recherché.
Il est le père d'Edouard Espinosa et de Rachel Espinosa dite Madame Ravodna.

## Chorégraphie
- Faust, d'Alexandre Artus, 1858